# Екатеринбургская митрополия
Екатеринбургская митрополия — митрополия Русской православной церкви, образованная в пределах Свердловской области. Объединяет Алапаевскую, Екатеринбургскую, Каменскую, Нижнетагильскую и Серовскую епархии.

## История
В соответствии с Положением об областных преосвященных от 12 марта 1934 года во исполнение постановления Поместного Собора 1917—1918 годов о митрополичьих округах Временный Патриарший Священный Синод образовал церковные области в составе нескольких епархий, в том числе в границах Свердловской области была образована митрополия с центром а Свердловске. Дата упразднения точно неизвестна. Скорее всего это произошло в 1943 году при проведении переустройства епископских кафедр.
6 октября 2011 года постановлением Священного синода образована Екатеринбургская митрополия в границах Свердловской области.
7 марта 2018 года решением Священного синода из состава Нижнетагильской епархии была выделена Серовская епархия.
28 декабря 2018 года из состава Каменской епархии и частично Екатеринбургской епархии была образована Алапаевская епархия Таким образом, в Екатеринбургской митрополии стало пять епархий.

## Главы
- Кирилл (Наконечный) (6 октября 2011 — 8 декабря 2020)
- Евгений (Кульберг) (с 8 декабря 2020)

## Епархии
| Название епархии         | Дата основания                  | Правящий архиерей                                                   | Территория | Приходов                        | Монастырей                | Благочиний | Примечания                                         |
| ------------------------ | ------------------------------- | ------------------------------------------------------------------- | --- | ------------------------------- | ------------------------- | ---------- | -------------------------------------------------- |
| Алапаевская епархия      | 28 декабря 2018 год             | епископ Алапаевский и Ирбитский Сергий (Зайчиков)                   | Ирбитское, Махнёвское, Алапаевское муниципальные образования, города Алапаевск, Ирбит, городские округа Артёмовский, Режевской, а также Тавдинский, Туринский, Байкаловский, Слободо-Туринский, Таборинский районы Свердловской области. |                                 | 3 (1 мужской и 2 женских) | 6          | Данные с сайта http://www.ekaterinburg-eparhia.ru/ |
| Екатеринбургская епархия | 25 декабря 1833 (6 января 1834) | митрополит Екатеринбургский и Верхотурский Евгений (Кульберг)       | город Екатеринбург; городские округа: Верхотурский, Арамильский, Артинский, Ачитский, Берёзовский, Бисертский, Верхняя Пышма, Дегтярск, Красноуфимск, Первоуральск, Полевской, Ревда, Свободного, Среднеуральского, Староуткинск, Сысертский, Уральский и Шалинский; также Красноуфимский округ и Нижнесергинский район Свердловской области. | 232 (январь 2012)               | 6 (3 мужских и 3 женских) | 19         | Данные с сайта http://www.ekaterinburg-eparhia.ru/ |
| Каменская епархия        | 27 июля 2011                    | епископ Каменский и Камышловский Мефодий (Кондратьев)               | городские округа: Асбестовский, Белоярский, Богданович, Верхнедубровский, Заречный, Каменский, Каменск-Уральский, Камышловский, Пышминский, Рефтинский, Сухоложский, Талицкий, Тугулымский Свердловской области. | 207 приходов (на 1 ноября 2014) | 4 (2 мужских и 2 женских) | 13         | Данные с сайта http://patriarchia.ru/              |
| Нижнетагильская епархия  | 27 июля 2011                    | митрополит Екатеринбургский и Верхотурский Евгений (Кульберг) (в/у) | городские округа: Верхне-Нейвинский, Верхнесалдинский, Верхнетагильский, Горноуральский, Качканарский, Кировградский, Красноуральский, Кушвинский, Лесной, Невьянский, Нижнесалдинский, Нижнетагильский, Новоуральский. | 138 (на декабрь 2014)           | 4 (2 мужских и 2 женских) | 9          | Данные с сайта http://www.patriarchia.ru/          |
| Серовская епархия        | 7 марта 2018                    | епископ Серовский и Краснотурьинский Феогност (Дмитриев)            | городские округа: Верхотурский (кроме города Верхотурье), Волчанский, Гаринский, Ивдельский, Карпинский, Краснотурьинский, Нижнетуринский, Новолялинский, Пелымский, Североуральский, Серовский и Сосьвинский | 54 (на 07 марта 2018)           | 2 (1 мужской и 1 женский) | 4          | Данные с сайта http://www.patriarchia.ru/          |